# Salambek Ismaïlov
Pour les articles homonymes, voir Ismaïlov.
 (septembre 2013).
Salambek Ismaïlov, est un homme politique russe. Il est l'actuel[Quand ?] ministre des Sports et de la Culture physique de Tchétchénie,.